# 토기

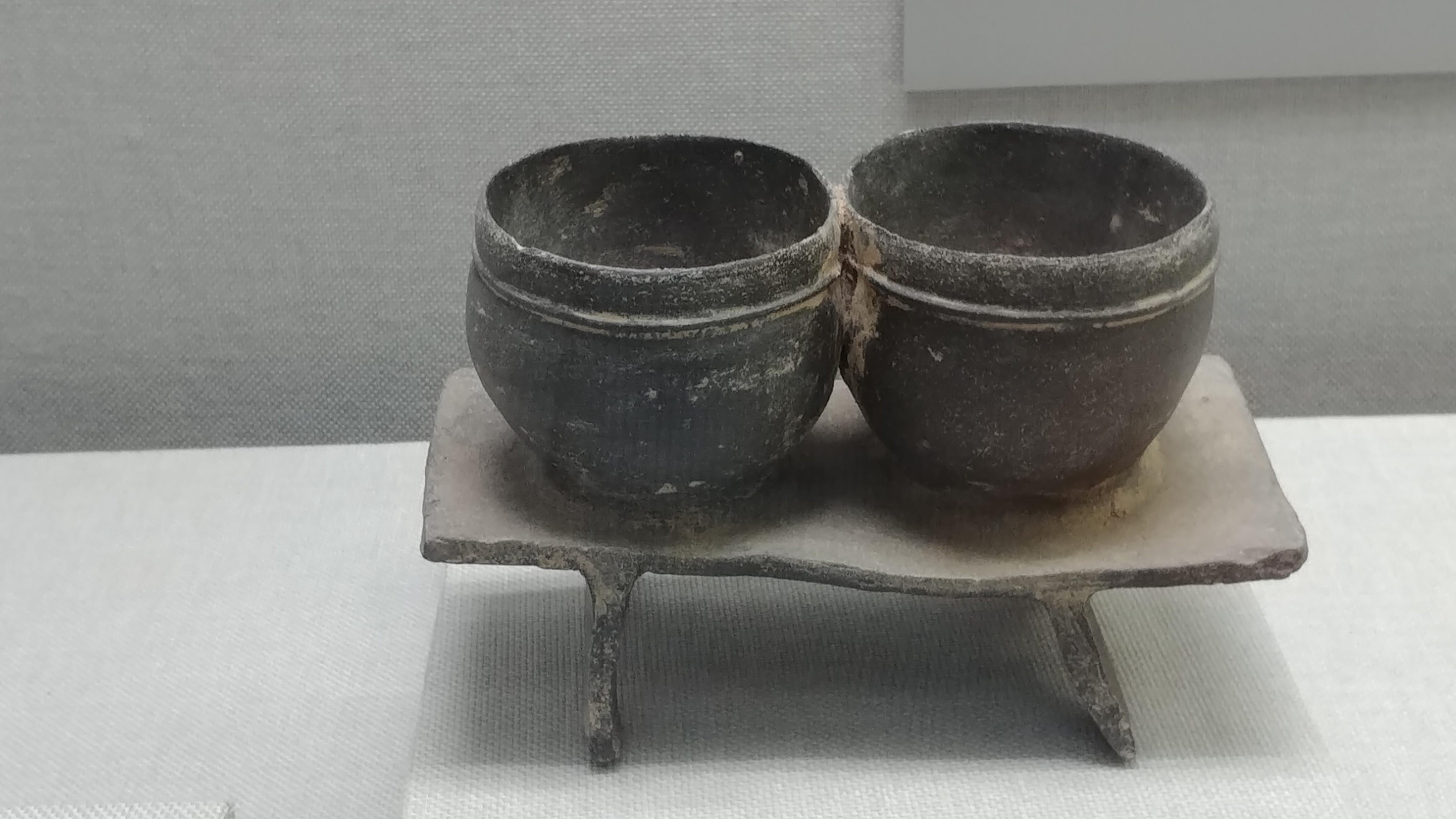
부뚜막모양 토기, 경기도 박물관 소장

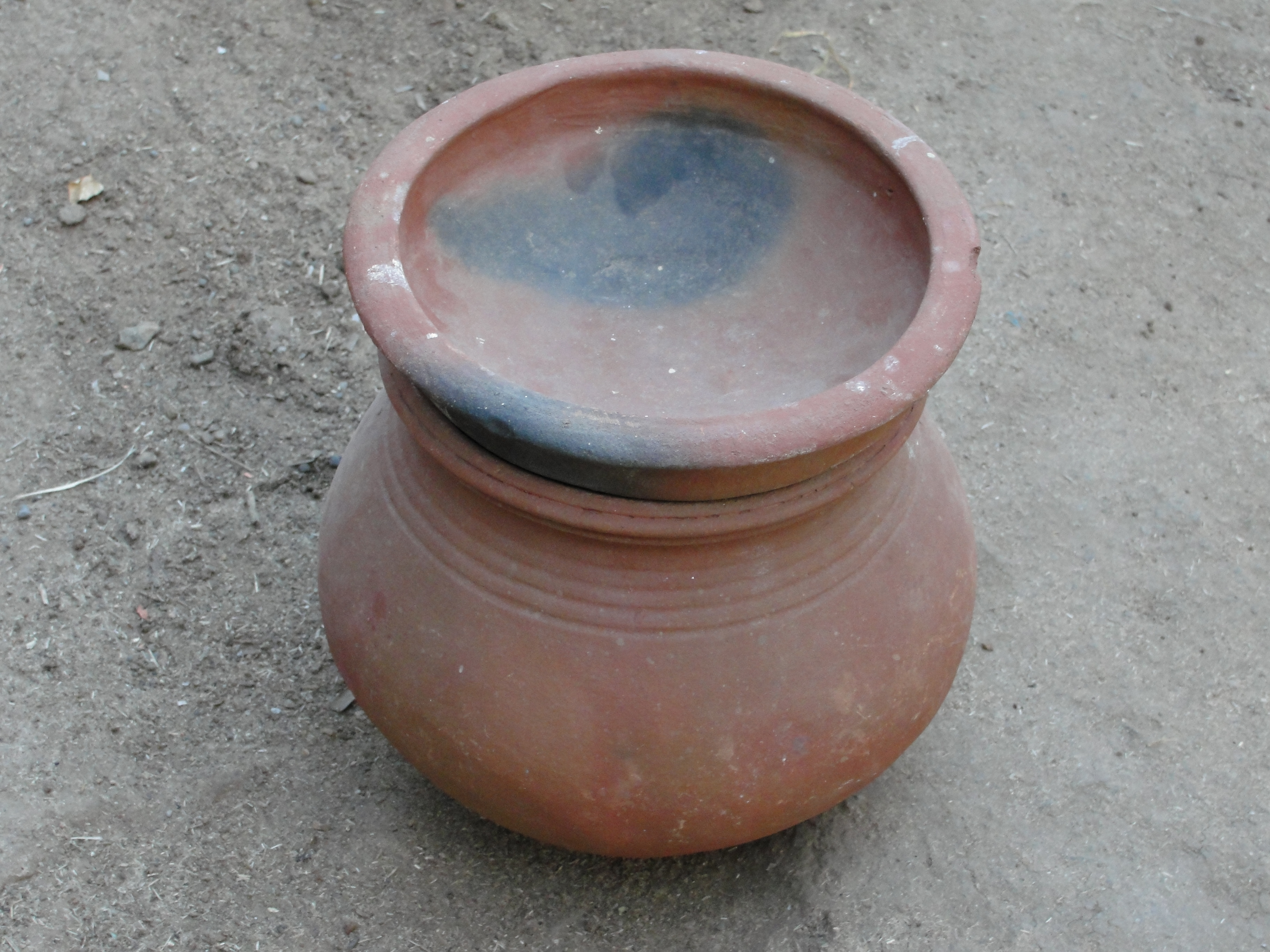
토기

토기(土器)는 흙으로 만든 그릇을 말한다. 신석기 시대에 발명되었다고 여겨진다.
점토에 조개껍질·운모·석영·짚 등을 섞어서 토기를 만든다. 토기는 물이나 곡물을 담는다든지, 곡물을 저장한다든지, 물건을 삶기 위해서 사용되었다. 토기의 모양은 손으로 빚는다든지, 점토를 가늘게 꼬아서 말아 올린다든지(卷上法), 고리 모양을 쌓아올리는 방법(輪積法)으로 만들어져서 요철(凹凸)을 정형하고 토기의 살갗을 마연(磨硏)한다. 정형이나 마연할 때에 무늬가 새겨지고 그 다음에 가마에서 굽는다.
이윽고 회전반(回轉盤)이 발명되어 토기의 성형(成形)이 쉬워지고 고패가 발명되어 대량으로 균질의 토기 제작이 가능해졌다. 또한 오리엔트에서는 장토(粧土)를 하고 그 위에 적색계통의 안료로서 무늬를 그린 채문토기가 만들어졌다.
그리고 토기에 유약을 바른 도기가 만들어졌다.

## 신석기시대
기술의 진보로 식량을 저장하거나 익혀먹기 위해 토기가 발명되고, 수렵과 농경을 위한 도구로 마제석기가 사용되었다. 기원전 6500년경, 북이라크의 쟈르모나 팔레스티나의 예리코에서 최초의 농경·목축이 시작되며, 기원전 6천 년경에는 이집트도 농경의 중심지대가 된다. 드디어 기원전 5천 년경에는 오리엔트 지방 일대가 신석기시대로 접어들었다. 한편 유럽에서는 마제석기 시기와 토기를 갖게 되지만, 농경·목축이 이루어지지 않았던 시기가 오래 계속되다가 오리엔트의 영향을 받아서 기원전 3천 년경까지에는 거의 모든 지방에서 농경·목축을 실시하게 된다.

## 이집트의 토기
이집트의 토기는 일반적으로 조잡한 제품이고 질이 좋은 것은 상(上)이집트에 한정되었다. 선왕조 시대에는 흑정토기(黑頂土器＝블랙 톱)와 채문토기(彩紋土器＝배와 동물의 무늬) 및 적·흑색 마연토기(磨硏土器) 등이 현저하였으며 녹로는 초기 왕조시대부터 사용되었다. 왕조시대에는 기술이 침체하고 문양은 단순 또는 소멸하여 실용기화됨으로써 파이안스에 그 주역을 넘겨 주게 되었다. 용기 외에 인물이나 동물에 흡사한 조형적인 것도 있다. 토기에 광택을 내는 방법은 기원전 4세기경부터 시작되었다.

## 한국의 토기
다공질(多孔質)로서 무유(無釉)의 것이고, 일반적으로 원료는 유색(有色)의 양토질(壤土質) 또는 석기질이 사용되나, 정도기(精陶器)와 아주 비슷한 소지토(素地土)의 것도 있다. 약 9000년전부터 인류는 토기를 만들어 왔으나, 현재에는 검은 기와, 붉은 벽돌, 화분의 일부 등이 만들어지고 있다. 또한 정도기질(精陶器質)의 것에는 전지용(電池用) 애벌구이, 전해용(電解用) 격막(隔膜), 기체여과(氣體濾過), 세균(細菌) 그 밖의 여과체 등이 있다. 일반적으로 토기는 부서지기 쉽고, 도자기 중에서는 가장 원시적인 것이다. 한국에서는 즐문식(櫛紋式), 채문식(彩紋式) 토기 등이 있다.

## 같이 보기
- 테라코타
- 라쿠야키
- 토끼

## 참고 문헌
- 이 문서에는 다음커뮤니케이션(현 카카오)에서 GFDL 또는 CC-SA 라이선스로 배포한 글로벌 세계대백과사전의 내용을 기초로 작성된 글이 포함되어 있습니다.